# Gamla bron
Gamla bron (littéralement, « le vieux pont ») est un pont situé dans la ville suédoise d'Umeå.
Il s'agit du plus vieux pont sur la rivière Ume. Le pont possède une longueur de 301 mètres. Il a été inauguré en 1863. Durant longtemps, le pont comportait un péage. Actuellement, le pont est ouvert uniquement aux piétons et aux cyclistes. En 1894-1895 la structure originale en bois est remplacée par l'apparence actuelle du pont.